# Lithocarpus pseudomagneinii
Lithocarpus pseudomagneinii är en bokväxtart som beskrevs av Aimée Antoinette Camus. Lithocarpus pseudomagneinii ingår i släktet Lithocarpus och familjen bokväxter.
Artens utbredningsområde är Vietnam. Inga underarter finns listade.